# Girolamo Rossi (1539-1607)
Pour les articles homonymes, voir Rossi.
Girolamo Rossi, en latin Rubeus ou de Rubeis (né en 1539 à Ravenne, en Émilie-Romagne, alors dans les États pontificaux et mort le 8 septembre 1607 dans la même ville) est un médecin et un historien italien du XVIe siècle.

## Biographie
Girolamo Rossi montre des talents tellement précoces, qu'il est choisi, n'ayant encore que quinze ans, pour prononcer des harangues publiques au nom du sénat.
Il est appelé ensuite à Rome par son oncle, devenu supérieur général des carmes, il y termine son éducation, puis se fait recevoir docteur en médecine et en philosophie à Padoue.
Girolamo Rossi revient dans sa ville natale dont il devient le médecin en titre et reçoit le titre de sénateur. Député par le sénat de Ravenne auprès de Clément VIII (1604), il se voit pressé par le pape de se fixer à Rome ; mais, des l'année suivante, il retourne dans sa ville natale. Rossi jouit comme médecin d'une grande réputation.

## Œuvres
Comme écrivain, il compose :
- Historiarum Ravennatum lib. X [« Histoire de Ravenne »], Venise, 1572, in-fol.Ouvrage fort estimé, plein de recherches et d'un bon style.
- Vita Nicolai papæ IV (Pise, 1761, in-8°)
- De distillatione (1582, in-4°)
- De melonibus (1607, in-4°)
- Ad Cornelium Celsum librum annotationes (1607, in-4°)